# Тутаульский сельсовет
Тутау́льский сельсове́т — упразднённое сельское поселение в Тындинском районе Амурской области.
Административный центр — посёлок Тутаул.

## История
Тутаульский сельский Совет народных депутатов образован на основании решения Амурского облисполкома от 12. 09.1986 г. № 404 с центром в пос. Тутаул Зейского района. Решением Президиума Амурского областного Совета от 20.08.1990 года № 24 было принято решение о передаче Тутаульского сельского Совета из Зейского района в Тындинский район. 
3 августа 2005 года в соответствии с Законом Амурской области № 32-ОЗ муниципальное образование наделено статусом сельского поселения.
Упразднено в январе 2021 года в связи с преобразованием муниципального района в муниципальный округ.

## Население
| 2002 | 2010 | 2011 | 2012 | 2013 | 2014 | 2015 |
| ---- | ---- | ---- | ---- | ---- | ---- | ---- |
| 361  | ↗453 | ↘450 | ↘436 | ↘435 | ↘427 | ↘414 |
| 2016 | 2017 | 2018 |      |      |      |      |
| ↘403 | ↗405 | ↘396 |      |      |      |      |

## Состав сельского поселения
| № | Населённый пункт | Тип населённого пункта          | Население |
| - | ---------------- | ------------------------------- | --------- |
| 1 | Тутаул           | посёлок, административный центр | ↘396      |